# Christopher Columbus Andrews
Christopher Columbus Andrews (27 octobre 1829 - 21 septembre 1922) est un militaire américain, diplomate, journaliste, auteur et forestier.

## Avant la guerre

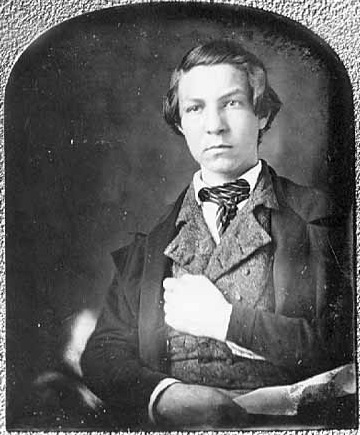
Christopher Columbus Andrews, âgé de 14 ans environ, c. 1843.

Andrews naît à Hillsborough, New Hampshire, fils d'un fermier. Il va à l'école pendant les mois d'hiver jusqu'en 1843, où il part pour Boston. Il étudie au lycée de Francestown, et termine son éducation, et étudie le droit à Cambridge, Massachusetts, en 1848. Il réussit son examen au barreau deux ans plus tard et s’établit en tant qu'avocat à Newton, Massachusetts, où il sert en tant que membre de conseil de l'école de la ville en 1851–1852.
Il s'établit brièvement à Boston en 1853, mais en part l'année suivante pour l'ouest, s'installant dans le Kansas. Il va à Washington, D.C., pour aider à défendre les intérêts du Kansas auprès du congrès des États-Unis, et travaille pendant deux ans en tant que clerc auprès du département du Trésor des États-Unis. Il part ensuite pour St. Cloud, Minnesota, en 1856, et trois ans plus tard est élu au sénat de l'État du Minnesota. Pendant les élections présidentielles de 1860, il soutient activement le démocrate du nord Stephen A. Douglas, et est nommé comme grand électeur. Malgré son soutien de Douglas, en 1861, il joue un rôle important dans la création du journal, le Minnesota Union, qui soutient la politique du président Abraham Lincoln, et en est le rédacteur en chef avant de s'engager dans l'armée de l'Union.

## Guerre de Sécession
Pendant la guerre de Sécession, Andrews atteint le grade de brigadier général et à la fin est breveté major général. Il s'engage en premier en tant que simple soldat, mais est commissionné capitaine dans le 3rd Minnesota Infantry (en). Capturé par les confédérés au Tennessee en juillet 1862, il est prisonnier de guerre jusqu'en octobre 1862, où il est échangé. Il retourne dans son régiment en tant que lieutenant colonel et participe à la campagne de Vicksburg.
En juillet 1863, Andrews est promu colonel et commande une brigade lors des opérations pour capturer Little Rock, Arkansas, plus tard dans l'année. Au tournant de l'année et au début de 1864, Andrews aide à organiser et promouvoir les unionistes en Arkansas, et a de l'influence dans la réorganisation de l'Arkansas comme État libre (sans esclavage). Il est promu brigadier général en reconnaissance de ses efforts lorsqu'il commande les troupes près d'Augusta, Arkansas. Andrews est affecté au commandement de la seconde division du XIII corps (en), et participe au siège et à la prise de Fort Blakely (en) en Alabama. Le 9 mars 1865, il est breveté major général et affecté au commandement du district de Mobile.

## Après la guerre
Andrews est envoyé à Houston, Texas, pour superviser les premières étapes de la Reconstruction dans la région et pour maintenir l'ordre pendant qu'un gouvernement civil provisoire est mis en place avec le gouverneur Andrew J. Hamilton (en). Il quitte le service actif le 15 janvier 1866.
Andrews est ambassadeur des États-Unis en Suède et en Norvège de 1869 jusqu'en 1877 (en 1869, il est également nommé ambassadeur des États-Unis au Danemark mais n'occupe pas son poste), et est consul général au Brésil de 1882 à 1885. Il aide à superviser le recensement de 1880 au Minnesota.
Intéressé par les sciences forestières, Andrews travaille après la guerre pour stimuler l'opinion publique sur les pratiques de gestion forestière responsable, mais sans grand succès jusqu'au grand incendie de Hinckley en 1894 qui brûle plusieurs villes dans l'est-central du Minnesota, attirant une large attention du public. Il maintient qu'une gestion forestière appropriée renouvellera les exploitations forestières ravagées de l'État et les rendra plus résistantes aux incendies. Finalement, les forestiers principaux et les compagnies commencent à mettre en place les idées et les préconisations d'Andrews. Il est délégué de la commission forestière de l'État du Minnesota lorsque l'incendie de Baudette de 1910 (en) éclate, renforçant d'autant les arguments pour une régulation forestière.
Auteur prolifique, ses publications comprennent « History of the Campaign of Mobile » (1867) et « Brazil, Its Conditions and Prospects »(1887 ; troisième édition, 1895).